# Armenia na Letnich Igrzyskach Paraolimpijskich 1996
Armenia na Letnich Igrzyskach Paraolimpijskich 1996 w Atlancie była reprezentowana przez pięciu sportowców (wyłącznie mężczyzn), którzy nie zdobyli żadnego medalu. Czterech żeglarzy wystąpiło jednak w konkurencji uznanej za demonstracyjną.
Był to debiut tego państwa na igrzyskach paraolimpijskich.

## Wyniki

### Podnoszenie ciężarów
| Zawodnik        | Kategoria | Wynik    | Pozycja | Źródło |
| --------------- | --------- | -------- | ------- | ------ |
| Gagik Gasparjan | –82,5 kg  | 190,0 kg | 4       | [ 2 ]  |

### Żeglarstwo
| Zawodnik                                                         | Konkurencja | Wynik   | Pozycja | Źródło |
| ---------------------------------------------------------------- | ----------- | ------- | ------- | ------ |
| Hajk Abgarjan Garusz Danieljan Armen Martirosjan Stasik Nazarjan | Crewboat    | 40 pkt. | 8       | [ 3 ]  |